# Héliport de Paris - Issy-les-Moulineaux - Valérie-André
Pour les articles homonymes, voir JDP.
L'héliport de Paris - Issy-les-Moulineaux - Valérie-André est situé à Paris, au sud de la porte de Sèvres et du boulevard périphérique, à l'ouest du parc Suzanne Lenglen, dans une zone constituant une extension du 15e arrondissement, limitrophe de la commune d'Issy-les-Moulineaux (Hauts-de-Seine).

## Situation
Le terrain est célèbre pour avoir contribué à l'histoire de l'aéronautique au début du XXe siècle. Il est actuellement exploité par Paris Aéroport.
Depuis 2022, l'héliport porte le nom de Valérie André,  médecin militaire au grade de général et pilote d'hélicoptère.
| \| 20 km1:401 000 \| Beynes - Thiverval Chavenay - Villepreux Chelles Coulommiers Fontenay-Trésigny La Ferté-Alais Lognes-Émerainville Mantes - Chérence Meaux - Esbly Melun-Villaroche Moret - Épisy Nangis Les Loges Saint-Cyr-l'É. Les Mureaux Étampes Charles-de-Gaulle Le Bourget Orly Pontoise - Cormeilles-en-V. Paris-Saclay-Versailles Issy-les-M. Villacoublay |
| 20 km1:401 000 |

Ce site est desservi par la station Suzanne Lenglen de la ligne 2 du tramway, par la station Balard de la ligne 8 du métro et par la station du même nom de la ligne 3a du tramway. 
La piste n'est utilisée que pour les hélicoptères, aucun avion ne pouvant s'y poser.
Elle est bordée de plusieurs bâtiments dont :
- la tour Sequana, ancien siège de Bouygues Telecom, occupé depuis 2015 par le groupe hôtelier Accor[3] ;
- la direction générale de l'Aviation civile ;
- les immeubles des frères Voisin ;
- le siège de Securitas France ;
- l'Aquaboulevard ;
- l'Hexagone Balard.

## Histoire

### Du champ de manœuvres militaire au terrain d'aviation

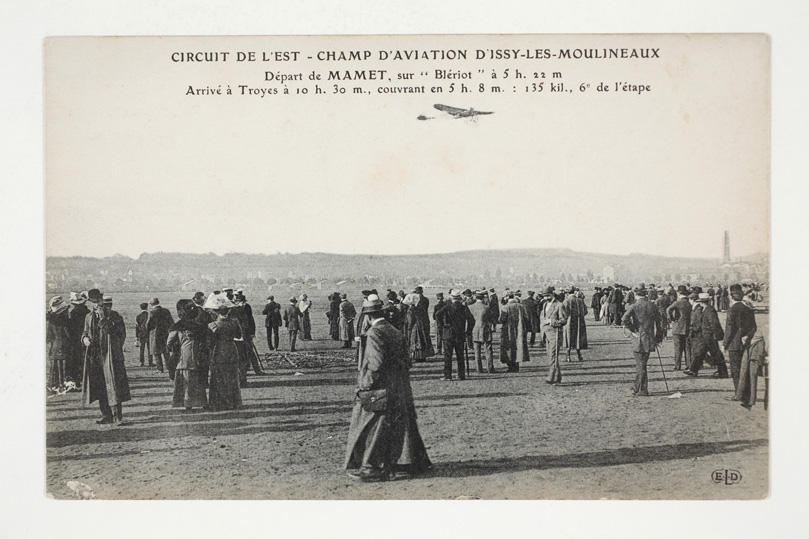
Départ d'un avion Blériot participant au Circuit de l'Est.

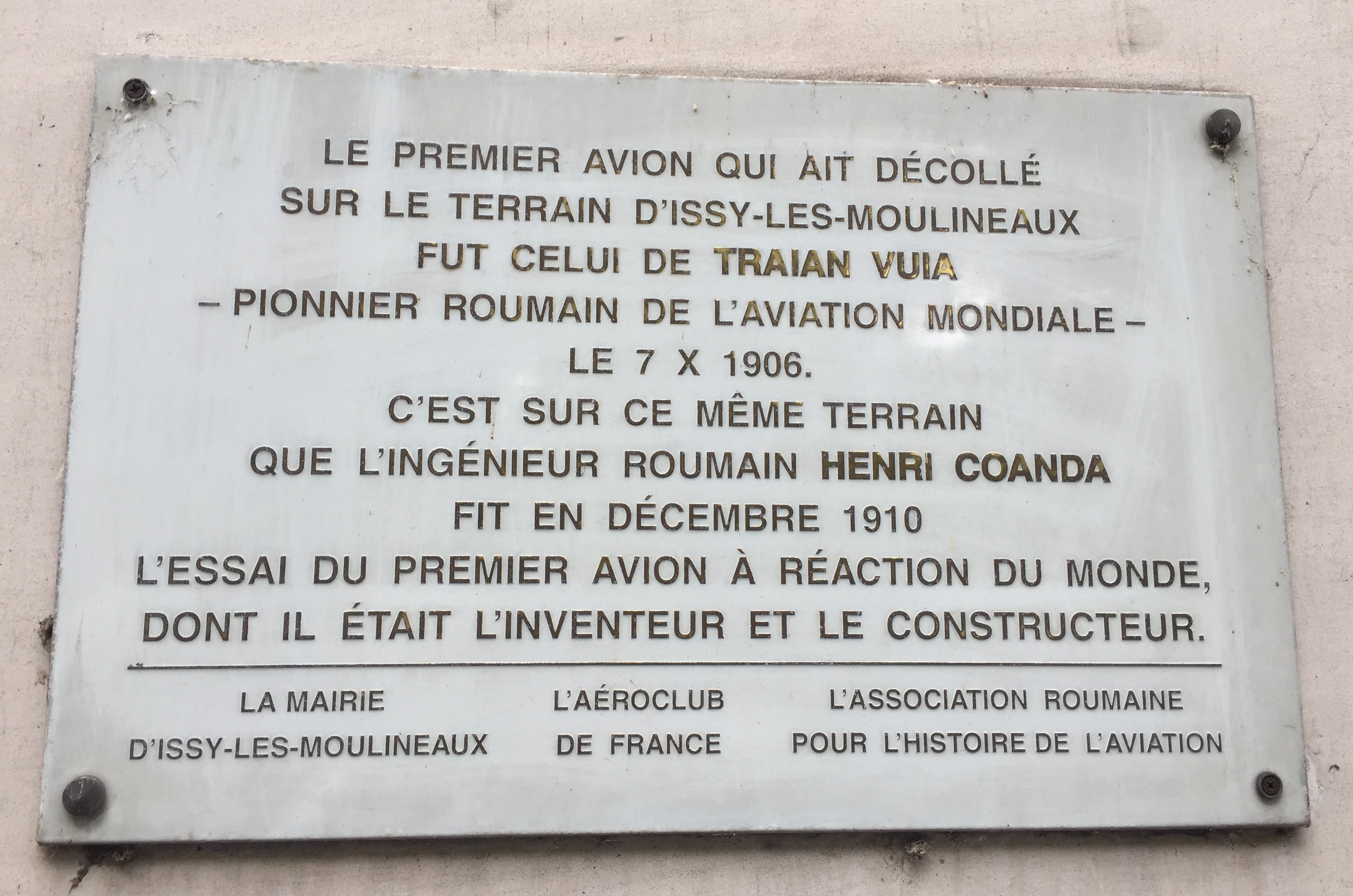
Plaque commémorative à l'héliport de Paris - Issy-les-Moulineaux - Valérie-André, rappelant les vols de Traian Vuia et d'Henri Coanda.

Lors de l'érection de la tour Eiffel sur le Champ-de-Mars en 1889, les militaires sont provisoirement délogés de leur terrain d'entraînement le temps de l'exposition universelle. Ils se voient proposer en compensation un vaste terrain alors en pleine campagne à Issy-les-Moulineaux, d'une surface de 120 hectares. La tour Eiffel n'étant finalement pas démontée à l'issue de l'exposition, le 29 mars 1890, ils obtiennent la concession d'une partie seulement du champ de manœuvres, d'une surface de 63 hectares, délimité au nord par l'enceinte de Thiers. Le déménagement devient alors définitif.
L'ancien champ de manœuvres militaires devient un terrain d'aviation. En 1905, le mécène Ernest Archdeacon obtient des autorités, pour la première fois, l'autorisation de faire voler un planeur biplan Voisin en ce lieu. L'expérience menée le 26 mars 1905 consiste au remorquage d'un aéroplane, du type Wright, lesté de 60 kg de sable et reposant sur une glissière, par une automobile d'une puissance de soixante chevaux, à la façon d'un cerf-volant. La manœuvre s'achève par la chute de l'appareil qui est toutefois parvenu à s'élever à une trentaine de mètres de hauteur.
Le 17 septembre 1907, Louis Blériot franchit la distance de 184 mètres à 80 km/h dans son monoplan tandem Aéroplane VI Libellule. En octobre, Henri Farman atteint la distance de 771 mètres ; Alberto Santos-Dumont, lui, effectue des sauts de puce, après ses essais restés célèbres au parc de Bagatelle.

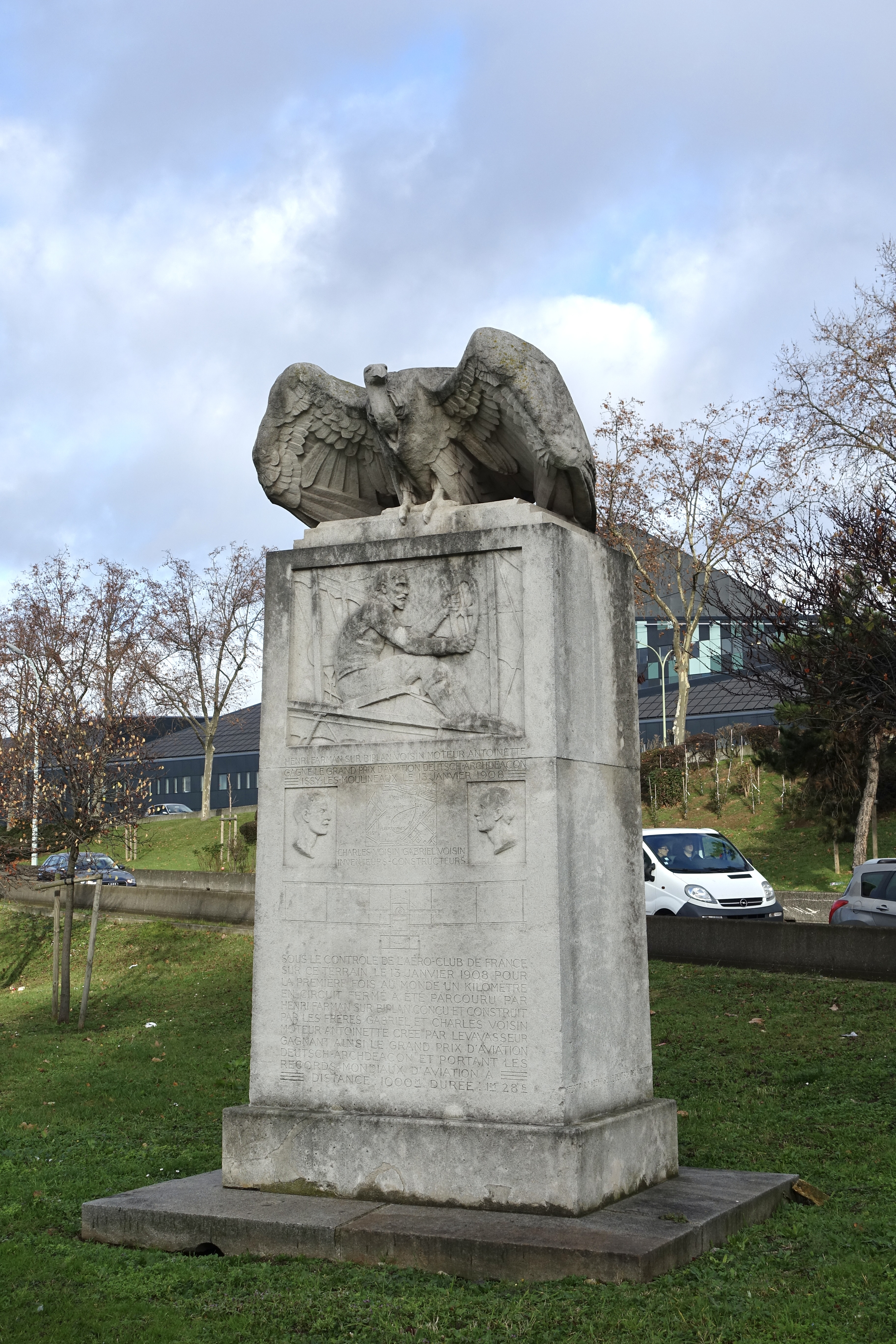
Le monument.

Le 13 janvier 1908, Henri Farman boucle le premier kilomètre en circuit fermé sur un appareil Voisin à moteur Antoinette, en 1 min 28 s. Il emporte le prix Deutsch-Archdeacon. Pour commémorer cet exploit, en 1929, un monument sculpté par Paul Landowski et offert par la mécène Suzanne Deutsch de La Meurthe est mis en place à l'entrée du terrain, à l'intersection entre les rues Henry-Farman et Louis-Armand.
En 1908, le gouverneur militaire de Paris interdit l'usage du terrain aux aéroplanes, faisant écho aux craintes des riverains. Mais cette interdiction est rapidement levée. En 1910, la première course internationale Paris-Bruxelles en aéroplane prend le départ à Issy. C'est aussi l'aérodrome de départ et d'arrivée du Circuit de l'Est d'août 1910.
Le 12 avril 1911, l'aviateur français Pierre Prier, directeur de l'école de pilotage Blériot à Londres, atterrit à Issy-les-Moulineaux en provenance de l'aérodrome londonien de Hendon. Il vient d'effectuer, sur monoplan Blériot, le premier vol entre les deux capitales, en 3 h 56.
Le 21 mai 1911 se déroule la première course Paris-Madrid. Elle est remportée par Jules Védrines. Mais la fête est aussi endeuillée par le décès accidentel de Maurice Berteaux, ministre de la Guerre, frappé de face par l'hélice du monoplan de Louis Émile Train, qui tente un atterrissage d'urgence.
Les expositions internationales aéronautiques de Paris sont organisées sur ce terrain.
À partir de 1922, Raoul Pateras Pescara réalise des essais d'hélicoptères sur les prototypes de sa construction. Il met au point la commande de pas cyclique et réalise un bond de 736 mètres.
Après le déclassement de l'enceinte de Thiers en 1919, le champ de manœuvre est rattaché officiellement à Paris par un décret du 3 avril 1925.
En 1940, le terrain subit les bombardements de la Luftwaffe ; il est rapidement placé sous contrôle des Allemands qui y installent leurs avions.

### La transformation en héliport après la Seconde Guerre mondiale

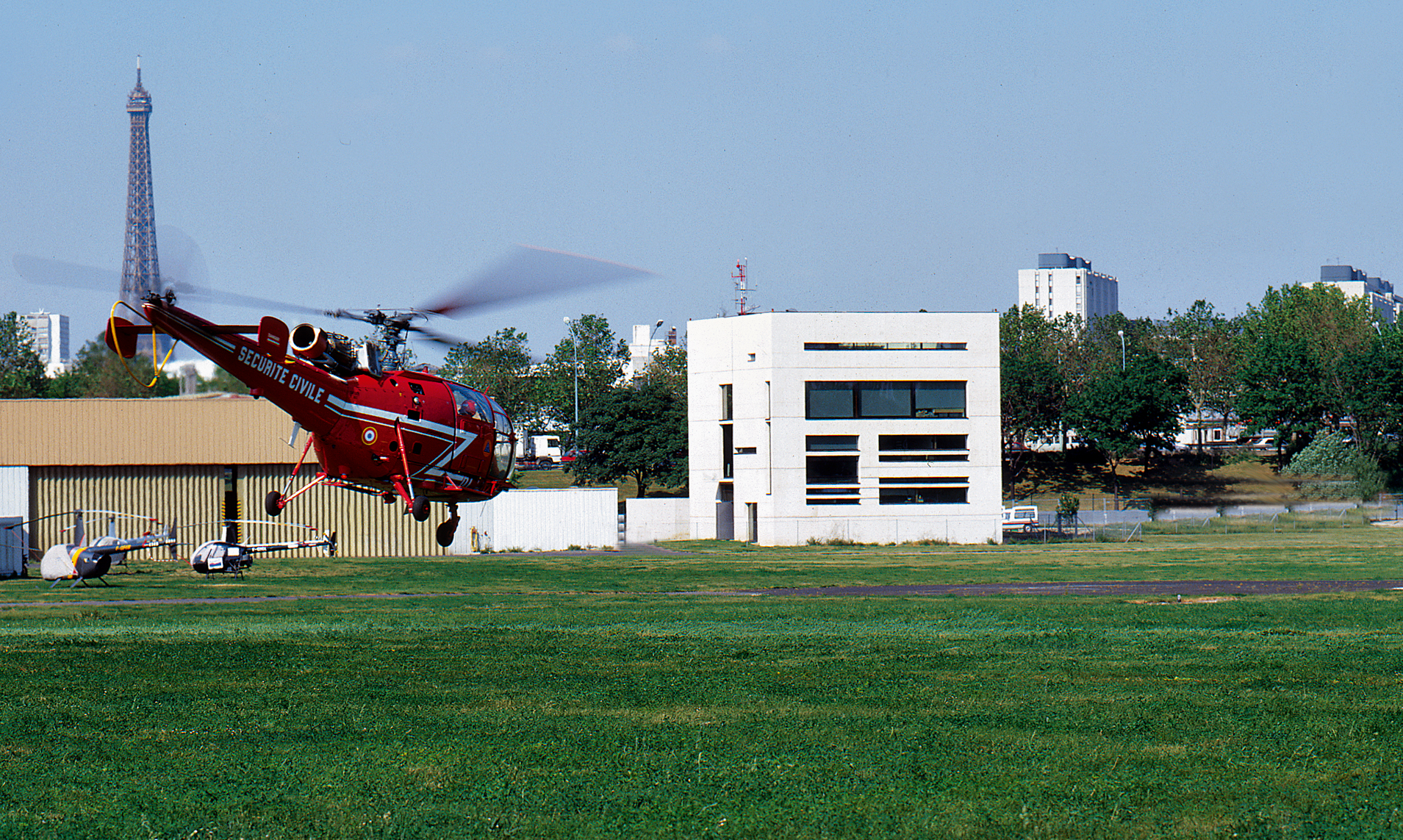
Héliport de Paris, bâtiment technique.

Après guerre, la multiplication des constructions autour de l'aérodrome impose de nombreuses restrictions. Si les pistes sont dorénavant trop courtes pour les avions modernes, plusieurs sociétés de giraviation viennent en revanche s'y installer, poussées par le développement des hélicoptères. En 1952, se déroule la première coupe internationale d'hélicoptères, où Jean Moine et Gérard Henry se partagent la victoire. En 1953, les avions disparaissent définitivement de l'aérodrome.

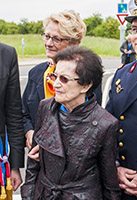
Valérie André en 2015.

En 1956, l'aérodrome, placé sous l'autorité d'Aéroports de Paris, devient l'héliport de Paris. En mars 1957, la Sabena ouvre, à l'occasion de l'Exposition universelle en Belgique, une ligne de transport de passagers par hélicoptère entre Paris et Bruxelles, en 1 h 15. Mais cette liaison cesse en 1962, faute de rentabilité.
Le terrain se réduit progressivement, amputé par diverses réalisations : dix hectares à partir de 1958 pour construire le boulevard périphérique de Paris, puis la Ville de Paris prélève dix hectares pour des terrains de sports. La tour EDF s'installe à son tour, puis la tour de l'hôtel Sofitel, et enfin l'Aquaboulevard. L'héliport voit sa fréquentation diminuer d'année en année, en raison de la concurrence d'autres terrains comme l'aéroport du Bourget, et de problèmes croissants de nuisances dans un environnement devenu particulièrement dense.
En 2010, un nouveau bâtiment en forme de cube de béton blanc, œuvre des architectes Richard et Schoeller, est érigé sur le site afin d'y installer les bureaux et la salle de commandement des hélicoptères de la Sécurité civile.
En mars 2022, la dénomination de l'héliport est complétée, par décret, en y ajoutant le nom de Valérie André, médecin militaire au grade de général et pilote d'hélicoptère.
En septembre 2022, après avoir envisagé sa fermeture totale, la mairie de Paris annonce la diminution de moitié de la surface de l'héliport, d'ici 2025, transférant 3,5 hectares au parc omnisports Suzanne-Lenglen.

## Caractéristiques

### Pistes
L'hélistation dispose d'une piste :
| Numéro | QFU       | Dimensions   | Nature      | Balisage |
| ------ | --------- | ------------ | ----------- | -------- |
| 06 24  | 062°-242° | 350 m × 50 m | Non revêtue | Oui      |

L'héliport dispose des infrastructures suivantes :
- aire de stationnement : 2 000 m2 ;
- hangars pour aéronefs : 7 hangars[10].

### Usage
Cet héliport sert à de multiples usages :
- rapatriements sanitaires ;
- vols d'appareils d'État (sécurité civile, gendarmerie, police, armée, douanes) ;
- vols de transport à la demande de passagers ou vols de fret ;
- vols de travail aérien (pour des photos, héliportages, etc.) ;
- vols touristiques ;
- vols privés.

Il existe de fortes restrictions d'usage limitant l'utilisation de l'héliport.
- les commandants de bord doivent avoir pratiqué l'héliport au cours des 24 derniers mois et avoir reçu une formation spécifique pour connaître ses conditions particulières d’exploitation ;
- au départ ou à destination de l'héliport, les vols d'école et d'entraînement sont interdits ;
- au départ de l'héliport, les vols circulaires avec passagers sont interdits sauf si une escale de plus d'une heure est prévue au cours du vol ;
- les samedis, dimanches et jours féries, le trafic journalier est limité à 70 mouvements ;
- le nombre de mouvements sur l'héliport est plafonné à 12 000 par an[10].

Les activités commerciales de transport de passagers sont fortement limitées par ces restrictions d'utilisation.
L'héliport sert de base hélicoptères pour la Sécurité Civile de Paris. Deux Eurocopter EC145 opèrent sur toute l'Île-de-France, sous l'indicatif Dragon 75. 

Galerie de photographies
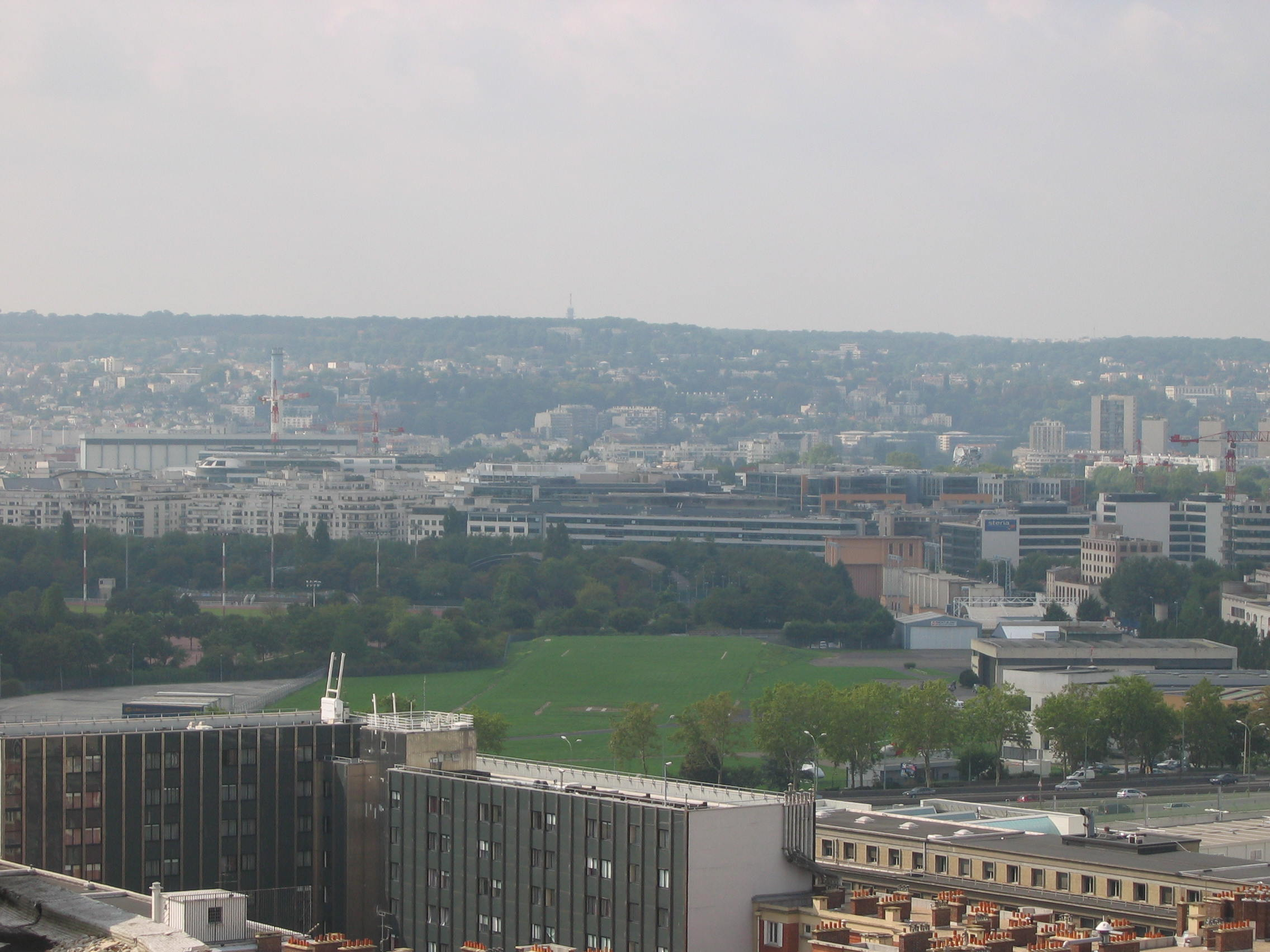
L'héliport vu depuis Paris.
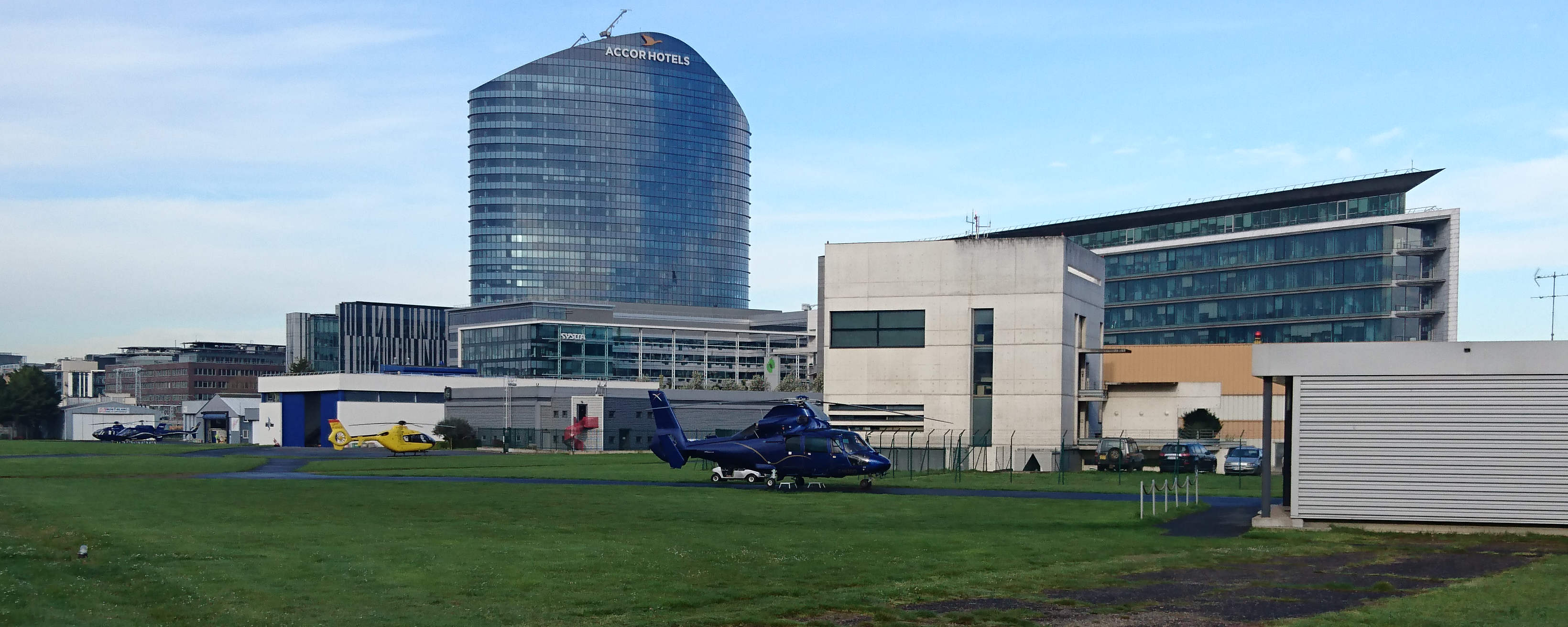
L'hélicoptère F-HUGO (SA365). En arrière-plan, un bâtiment du groupe AccorHotels et le siège de la DGAC.
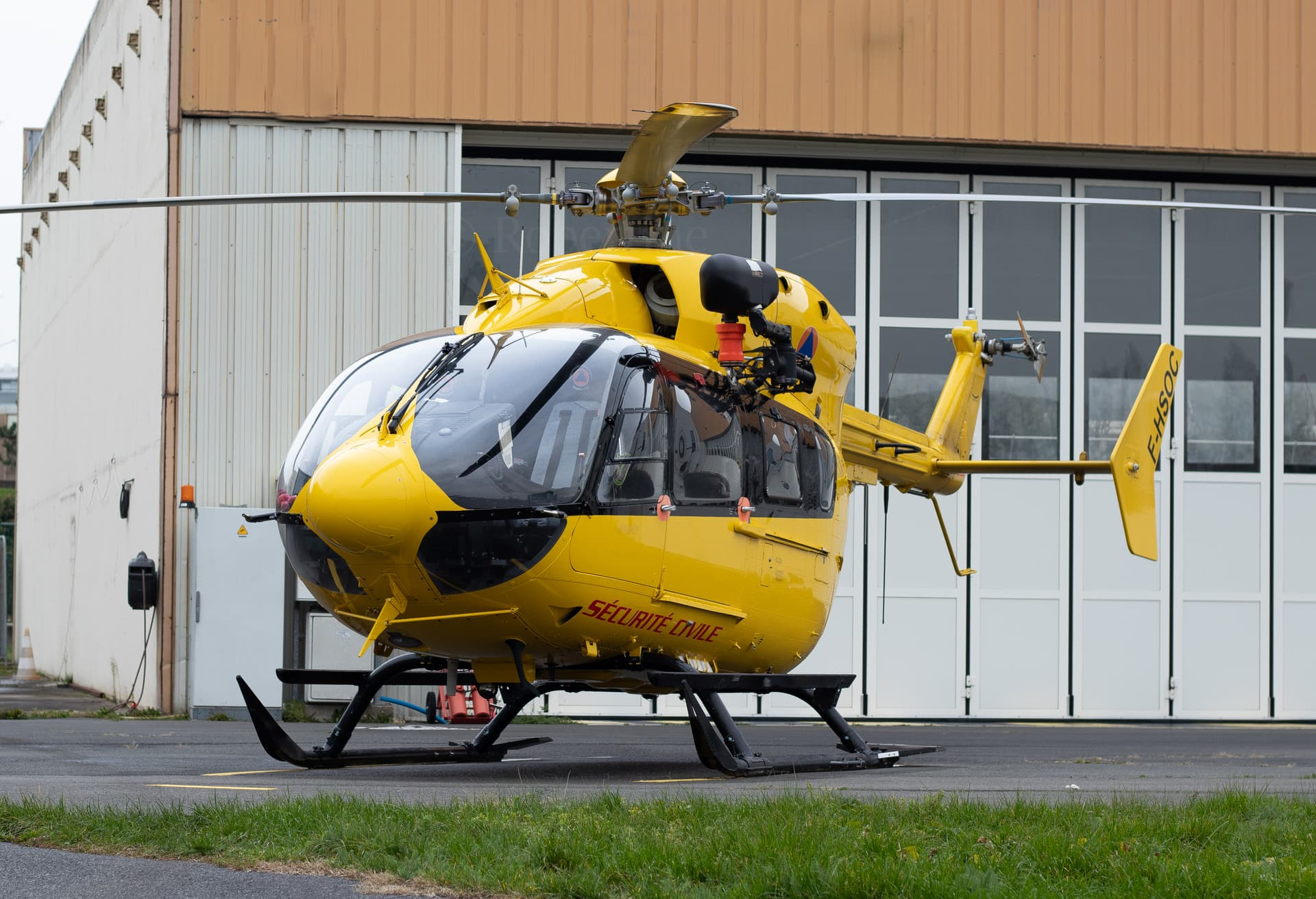
Sécurité civile Dragon 75.
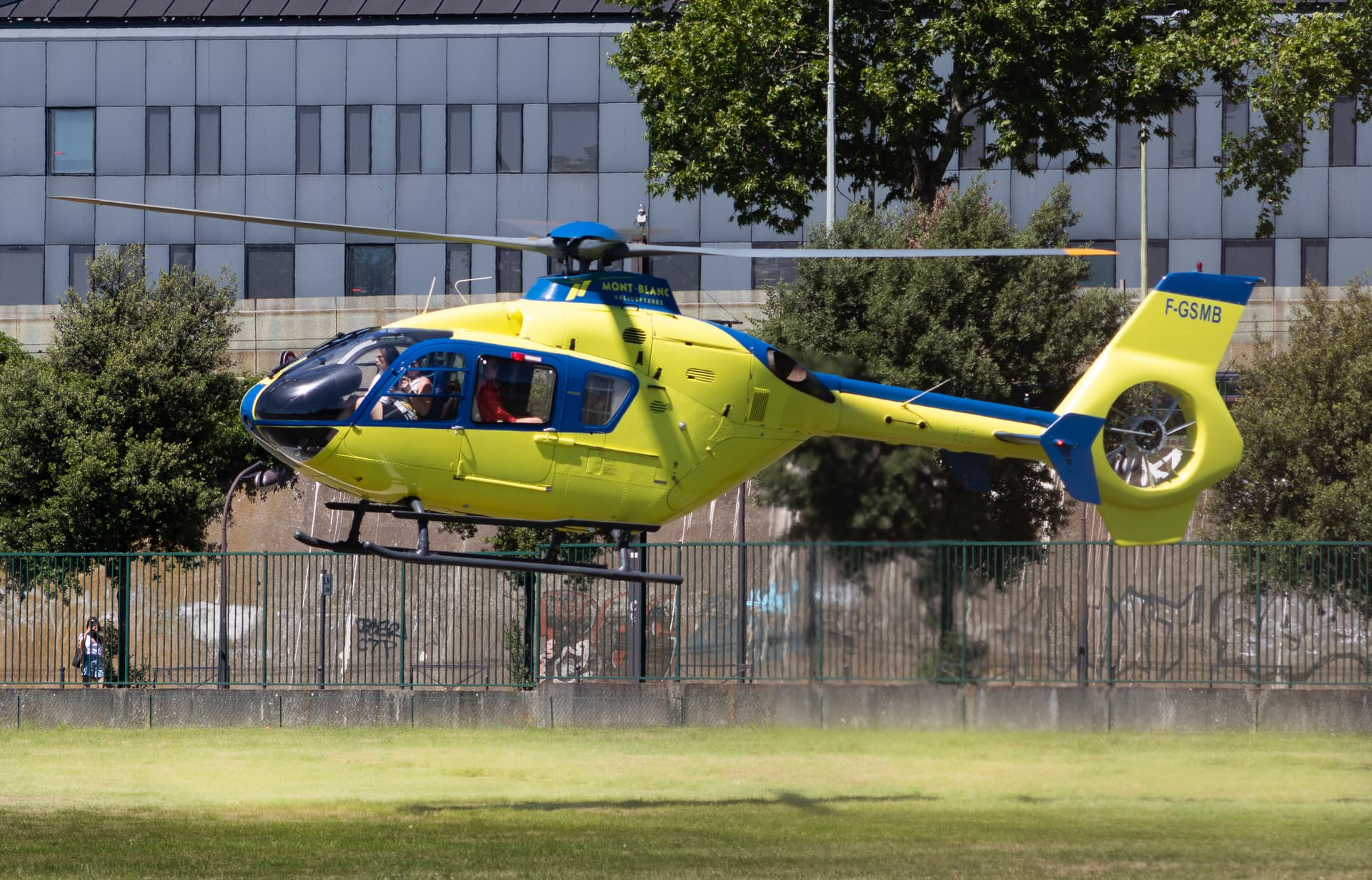
Décollage de vol touristique.
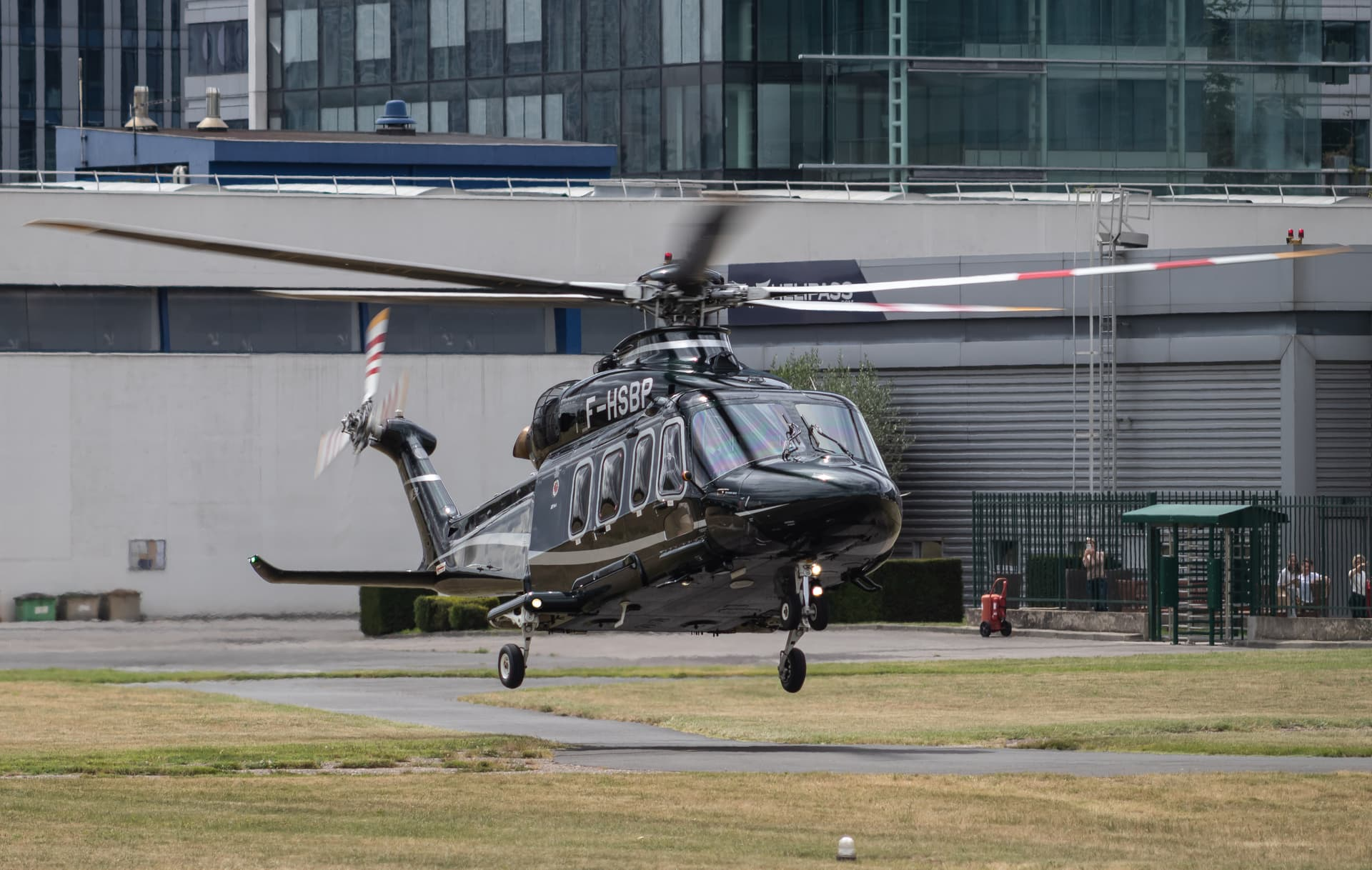
Hélicoptère privé.
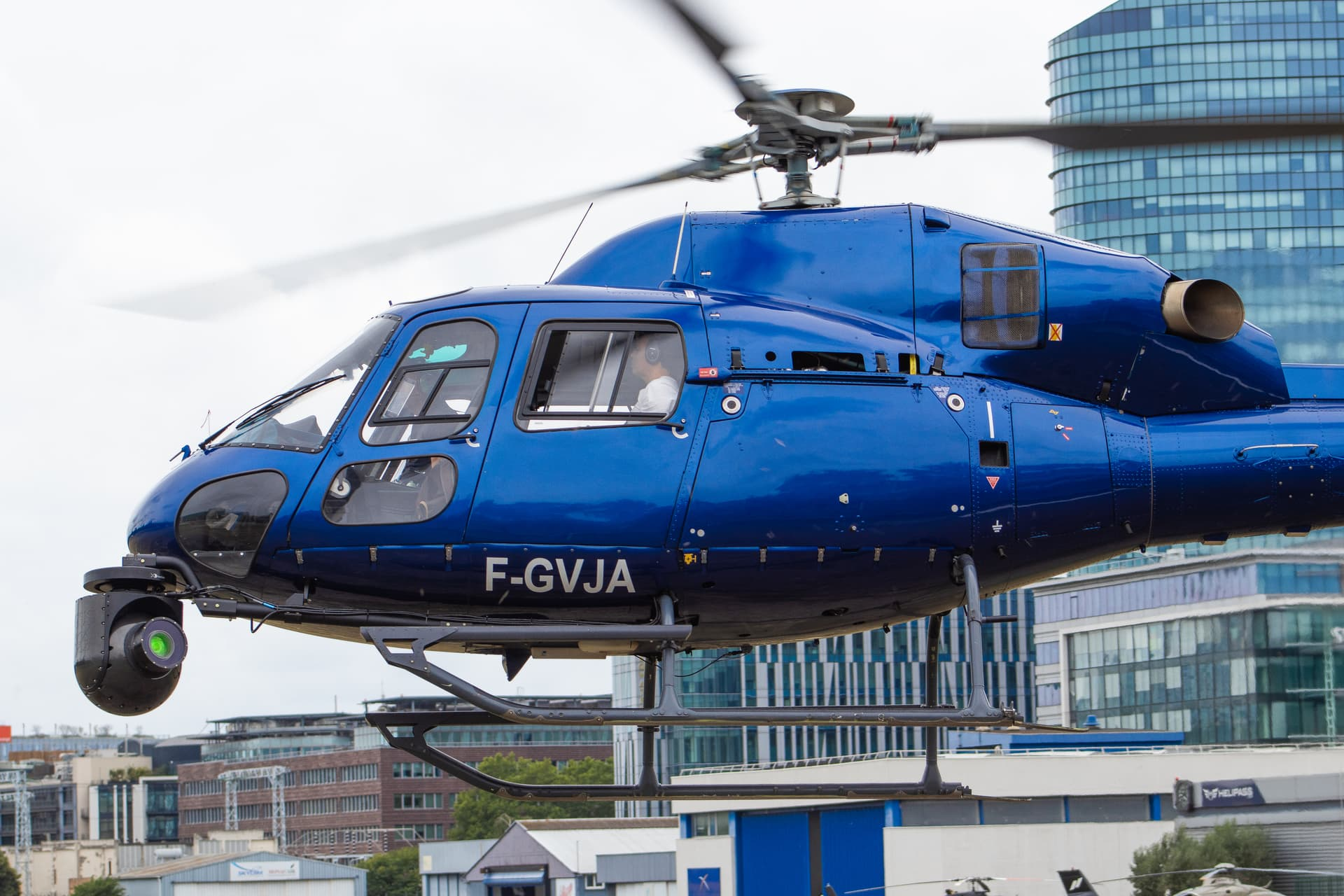
Hélicoptère avec SkyCam au décollage.

## Projets
La viabilité de l'héliport, en raison des nuisances qu'il provoque, est régulièrement remise en cause,.
Il était prévu qu'en 2014, à la suite d'une décision des pouvoirs publics, le trafic de l'héliport soit réduit à 3 000 mouvements par an. Cette décision avait été prise après de longues négociations entre la mairie de Paris et le ministère des Transports. Seules les missions d'urgence et celles dites de « service public » devaient être conservées. De plus, la décision de l'État était liée à l'implantation, à proximité de l'héliport, du futur siège du ministère de la Défense en 2015.
Cependant en 2015, l'État a refusé la fermeture de l'héliport, considéré comme « indispensable à la région parisienne » par la direction générale de l'Aviation civile.
En 2021, les vols commerciaux ou privés représentent 67 % du trafic (hors transit) de l'héliport, contre seulement 33 % de vols de services publics.
Compte tenu des importantes nuisances sonores et de l'impact négatif de la plateforme sur l'environnement, l'État et la Mairie de Paris réduiront la surface de l'héliport et limiteront les vols aux seules activités de services publics d'ici 2024.